# Воротовов, Пётр Флегонтович
Пётр Флегонтович Воротовов (23 июня 1881, Оренбургская губерния — 1918, Верхнеуральск) — войсковой старшина, командир первой сотни 10-го полка Оренбургского казачьего войска, был представлен к награждению Орденом Святого Георгия.

## Биография
Пётр Воротовов родился 23 июня 1881 года в станице Верхнеуральская второго военного округа Оренбургского казачьего войска. Пётр получил начальное образование в Верхнеуральском двухклассном городском училище, после чего поступил в Оренбургское казачье юнкерское училище, откуда выпустился по второму разряду. В конце августа 1899 года Воротовов приступил к воинской службе в Русской императорской армии. 6 апреля 1903 года он получил звание хорунжего (со старшинством с 1902); стал сотником 1 июля 1907 года (со старшинством с 1906), а подъесоулом — 5 октября 1910. Есаульский чин достался Пётру Флегонтовичу не ранее 1916 года. К третьему году Первой мировой войны он дослужился до войскового старшины.
С 1903 года Пётр Воротовов находился на льготе без должности. В 1904 году он был мобилизован в Оренбургский 10-й казачий полк, в котором находился до 1905. С этим же полком Воротовов стал участником Русско-японской войны. 24 февраля 1905 года он получил ранение шрапнелью (в правое бедро навылет) у деревни Сентайцзы. Спустя три месяца, 23 мая, у деревни Падязы он «был ушиблен при падении с лошади, испугавшейся выстрела» — некоторое время был обездвижен.
По состоянию на 1910 год, Воротовов служил в Оренбургском 3-м казачьем полку. Согласно сведениям командира третьей сотни полка, есаула Г. К. Деревянова «строй и уставы [Воротовов] знает удовлетворительно. К делу относится не совсем серьезно, пропускает строевые занятия… как в общеобразовательном, так и в военном отношении развит хорошо… Ведёт себя удовлетворительно. Пристрастия к водке [алкоголизма] не имеет, хотя и выпивает»
С 1913 по 1914 год Пётр Флегонтович проходил службу в Оренбургском 5-м казачьем полку, затем он вновь был зачислен в 10-й полк (1914—1916), где принял командование над первой сотней. В период Великой войны, 13 декабря 1914 года, Воротовов участвовал в конной атаке. 18 августа 1915 года он был ранен ружейной пулей навылет, в мышцы левой голени. В тот же день был эвакуирован в тыл.
Позже Воротовов вернулся в родной полк. Был отправлен офицером для поручений в штаб Оренбургской казачьей дивизии. В начале 1916 года он командовал «партизанским» (разведывательно-диверсионным) отрядом дивизии. Заболел и был переведён Оренбургский 11-й казачий полк, где числился до 1917 года.
В начальный период Гражданской войны, в мае 1918 года, Пётр Флегонтович Воротовов стал жертвой Красного террора: он был расстрелян большевиками в Верхнеуральске вместе с сотней других «контрреволюционеров». По воспоминаниям М. П. Полосина, по приказанию комиссара Н. Иванова семнадцать «именитых верхнеуральцев», бывших на тот момент в заключении, были расстреляны около села Наурузово (Башкирия) — в этой группе оказался и войсковой старшина П. Воротовов.

## Награды
- Орден Святой Анны 4 степени: «за храбрость»
- Орден Святого Станислава 3 степени с мечами и бантом (в период Русско-Японской войны)
- Орден Святой Анны 3 степени с мечами и бантом
- Орден Святого Станислава 2 степени с мечами
- Орден Святой Анны 2 степени с мечами
- Был представлен к награждению Орденом Святого Георгия 4 степени[1]

## Семья
Брат: Михаил Флегонтович Воротовов (1894 — после 1937) — полковник, и. о. заместителя войскового атамана Оренбургского казачьего войска (около 1923 года), писатель.